# マリア・マルク

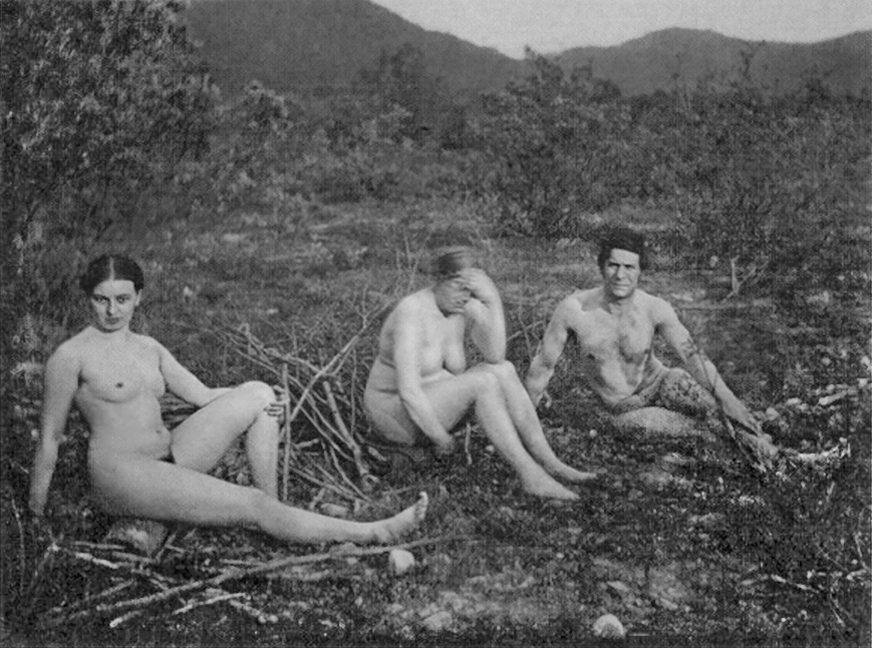
コッヘル湖畔のマリー・シュニュールとマリア・フランク（中央）とフランツ・マルク

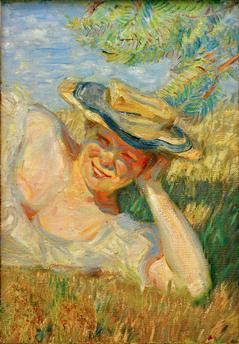
フランツ・マルク作「マリアの肖像画」(1906)、Schlossmuseum Murnau蔵

マリア・マルク（Maria Marc、旧称はベルタ・パウリーネ・マリー・フランク Bertha Pauline Marie Franck、1876年6月12日 - 1955年1月2日）はドイツの画家、彫刻家である。ドイツの画家、フランツ・マルクの配偶者になった。

## 略歴
ベルリンの中産階級の家に生まれた。父親のフィリップ・フランク（Philipp Franck）は会計士で銀行の上級職員であった。1883年からベルリンの高等女子学校（Höhere Mädchenschule）で学び、ピアノや声楽を学び、絵画教室にも通った。その後、ベルリン王立工芸学校（Berliner Königlichen Kunstschule)で、初等教育の美術教師になるための教育を受け1895年に卒業した。工芸学校の教師の推薦で1899年にベルリン美術アカデミーのカール・シュトルフ（Karl Storch） の女性絵画教室に参加し、1899年の夏はシュトルフと学生たちとともにスイスに写生旅行した。その後も毎年夏はシュレースヴィヒ＝ホルシュタインなどへ友人と写生旅行した。1902年に当時美術の中心であったミュンヘンに初めて旅し、1903年の3月まで滞在した。ミュンヘン美術院はまだ女性の入学を認めていなかったので、ミュンヘン女性芸術家協会の美術学校で、アンジェロ・ヤンクやマックス・フェルトバウアーに学んだ。
マリアとフランツ・マルクとの結婚の経緯には不明瞭なところがあるが、1905年2月にマリアとフランツ・マルクは、ミュンヘンのシュヴァービングの仮装パーティーで初めて会ったとされ、その後、マリアがベルリンに戻ったため、しばらく音信不通になった。マリアは 1905年の夏と秋を北ドイツのヴォルプスヴェーデの芸術家村で過ごし、オットー・モーダーゾーンの指導を受けた。そのころフランツ・マルクは11歳年上の画家マリー・シュニュールと親しくなっていた。12月にマリアとフランツ・マルクは、再び再会し、その後親密な関係に発展した。1906年2月、マリアとマルクはバイエルン・アルプスの湖畔の村、コッヘル・アム・ゼー（Kochel am See）で一緒にに写生のため滞在し、6月から数か月間、マリアとマルク、マリー・シュニュールとともにコッヘル・アム・ゼーで過ごし、マルクは2人の女性を『山の上の二人の女性』という作品を描き、マルクの弟ポールは、コッヘル湖畔で3人が一緒に写っているヌード写真を撮った。
マリー・シュニュールは1906年2月にパリで、ミュンヘン美術院教授のアンジェロ・ヤンクが父親ではないかとされる私生児を出産していて、法律的に子供の親権を得るために、結婚をする必要があり、そのためもあって1907年3月にミュンヘンでシュニュールとマルクは結婚した。1908年7月に離婚したが、マリアとマルクの結婚を妨げる法律的な問題が生じたため、結局、2人の結婚は1913年6月3日になった。
1914年の春から夫婦でアイヒャッハ＝フリートベルク郡のリート(Ried)で暮らした。第一次世界大戦が始まると、フランツ・マルクは召集され、1916年3月4日にヴェルダンの戦いで戦死した。マリア・マルクの残された作品の管理を引き継ぎ、1916年10月に開かれた亡夫の回顧展の開催に尽力した。1920年に夫の前線でのメモや手紙を選び、それらは美術商、出版業者のパウル・カッシーラーによって出版された。1936年に出版されたフランツ・マルクの生涯に関する最初の単行本の執筆に協力した。
1922年からバウハウスで織布の技術を学び始めた。1929年から1938年まで、マリア・マルクはマッジョーレ湖畔のアスコナで暮らし、画家のマリアンネ・フォン・ヴェレフキンやモンテ・ヴェリタ（Monte Verità）の芸術家コミュニティのメンバーと交流した。夫が重要なメンバーであったミュンヘン新芸術家協会の創立後25周年を記念する展覧会にも招待さていたがナチスが権力を握った後、ミュンヘン新芸術家協会のメンバーの作品は「退廃芸術」に指定され迫害された。
1939年にマリアはリートの家に戻り、第二次世界大戦中は、バウハウスで出会った女性とともに機織りをした。1955年1月にリート亡くなった 。

## マリア・マルクがモデルになった作品

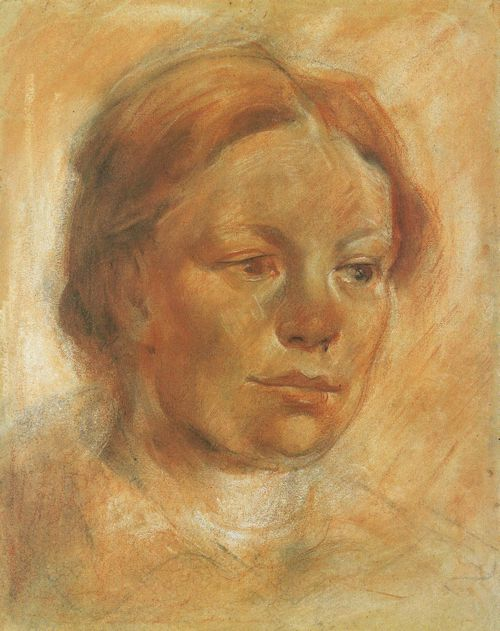
フランツ・マルク作 「女性像」(1906)、Staatliche Graphische Sammlung München蔵
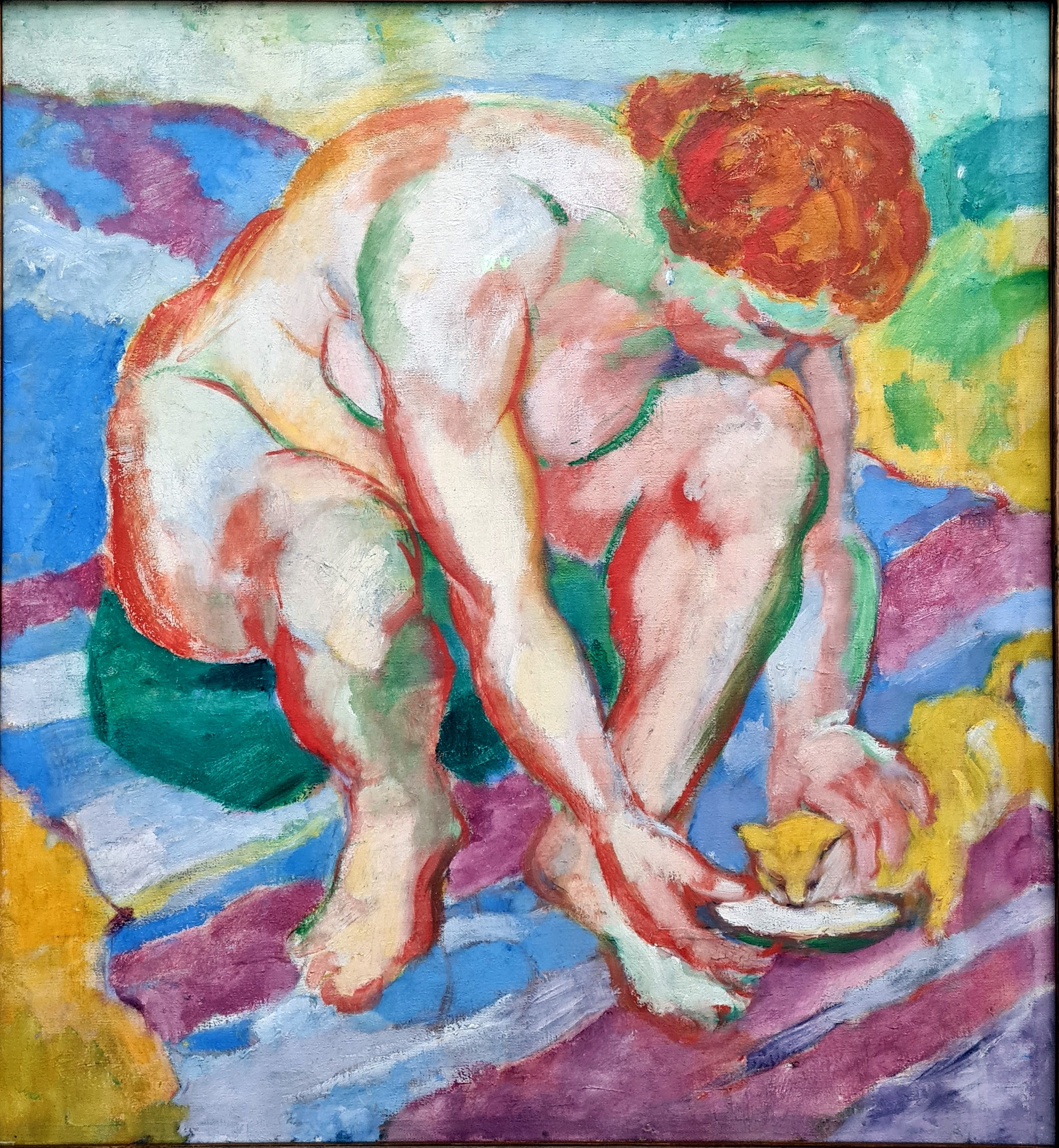
フランツ・マルク作 「ヌードの女性と猫」(1910)、レンバッハハウス美術館
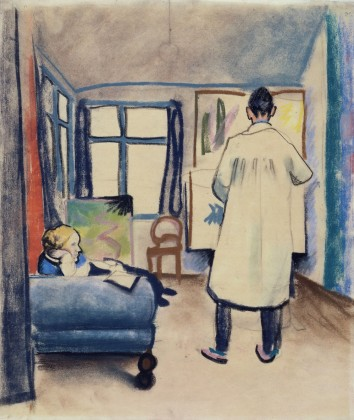
アウグスト・マッケ作 「アトリエのマルク夫妻」(1912)、レンバッハハウス美術館